# Першокласник (фільм)
«Першокласник» (англ. The First Grader) — біографічний драматичний фільм 2010 року режисера Джастіна Чедвіка з Наомі Гарріс, Олівером Літондо та Тоні Кгороге у головних ролях. Фільм заснований на справжній історії про Кімані Маруге, кенійського фермера, який вступив до початкової школи у віці 84 роки після оголошення урядом Кенії про безкоштовну загальну початкову освіту у 2003 році.

## Сюжет
У 2003 році по радіостанції в Кенії оголосили, що уряд пропонує безкоштовну початкову освіту всім місцевим жителям, які можуть підтвердити громадянство свідоцтвом про народження. Кімані Маруге (Літондо), 84-річний житель села, вирішує скористатися нагодою. У місцевій школі він знайомиться з директором і вчителем Джейн Обінчу (Гарріс), якій висловлює бажання навчитися читати. Її колега-викладач Альфред (Мунюа) висміює та проганяє старого. Пізніше Джейн розповідає своєму чоловікові Чарльзу (Кгороге) про Маруге. Він відмовляє її підтримувати наміри Кімані.
З початком своїх занять Маруге згадує свою службу під час повстання Мау-Мау проти англійців у 1950-х роках. У нього виникають галюцинації та суперечки з іншими учнями через бажання продовжити навчання. Розходження у думках починає заважати освіті Маруге. Незабаром історія про те, що літня людина навчається в школі, отримує широке висвітлення в пресі. Містер Кіпруто (Кунене), старший інспектор шкільного округу, рішуче не схвалює дії Маруге, тому наполягає на його вступі до навчального закладу для дорослих.
Зустріч Джейн з головою ради з питань освіти щодо захисту Маруге відхиляють, пояснюючи, що виняток для навчання Маруге в школі збільшить кількості літніх учнів, які будуть навчатися поряд з дітьми. Маруге змушений відвідувати навчальний центр для дорослих, в оточенні людей, які не мають мотивації та амбіцій до навчання, тому він обіцяє ніколи не повертатися до навчального закладу для дорослих. Пізніше Джейн пропонує йому роботу її асистента. По мірі того як історія Маруге отримує розголос і увагу, місцева преса обрушується на школу, що викликає тертя між батьками. Мешканці села вважають, що Джейн і Маруге шукають слави та багатства коштом дітей. Після негативних відгуків і випадкових актів насильства Джейн незабаром отримує лист про її переведення до іншого навчального закладу за кілька сотень миль.
Джейн зізнається Маруге, що вона переїжджає, а потім емоційно прощається з дітьми. Після протестів і непокори частини учнів щодо нового вчителя, Маруге мотивує жінку поїхати до Найробі, щоб подати апеляцію проти ради з питань освіти. Джейн поновлюють в школі, Маруге та діти її радісно зустрічають. В епілозі фільму показується серія графічних матеріалів, в яких зазначається, що у віці 84 років Маруге є найстарішою людиною, яка вступила до початкової школи згідно з Книгою світових рекордів Гіннеса. Крім того, він був запрошений виступити перед міжнародними лідерами ООН в Нью-Йорку з промовою про силу освіти. Він надихнув ціле нове покоління людей вперше піти до школи. Маруге помер у 2009 році.

## У ролях
| Актор          | Роль                    |
| -------------- | ----------------------- |
| Наомі Гарріс   | Джейн Обінчу            |
| Олівер Літондо | Кімані Маруге           |
| Альфред Мунюа  | Альфред                 |
| Тоні Кгороге   | Чарльз Обінчу           |
| Вусі Кунене    | містер Кіпруто          |
| Сем Феєр       | американський журналіст |

## Виробництво

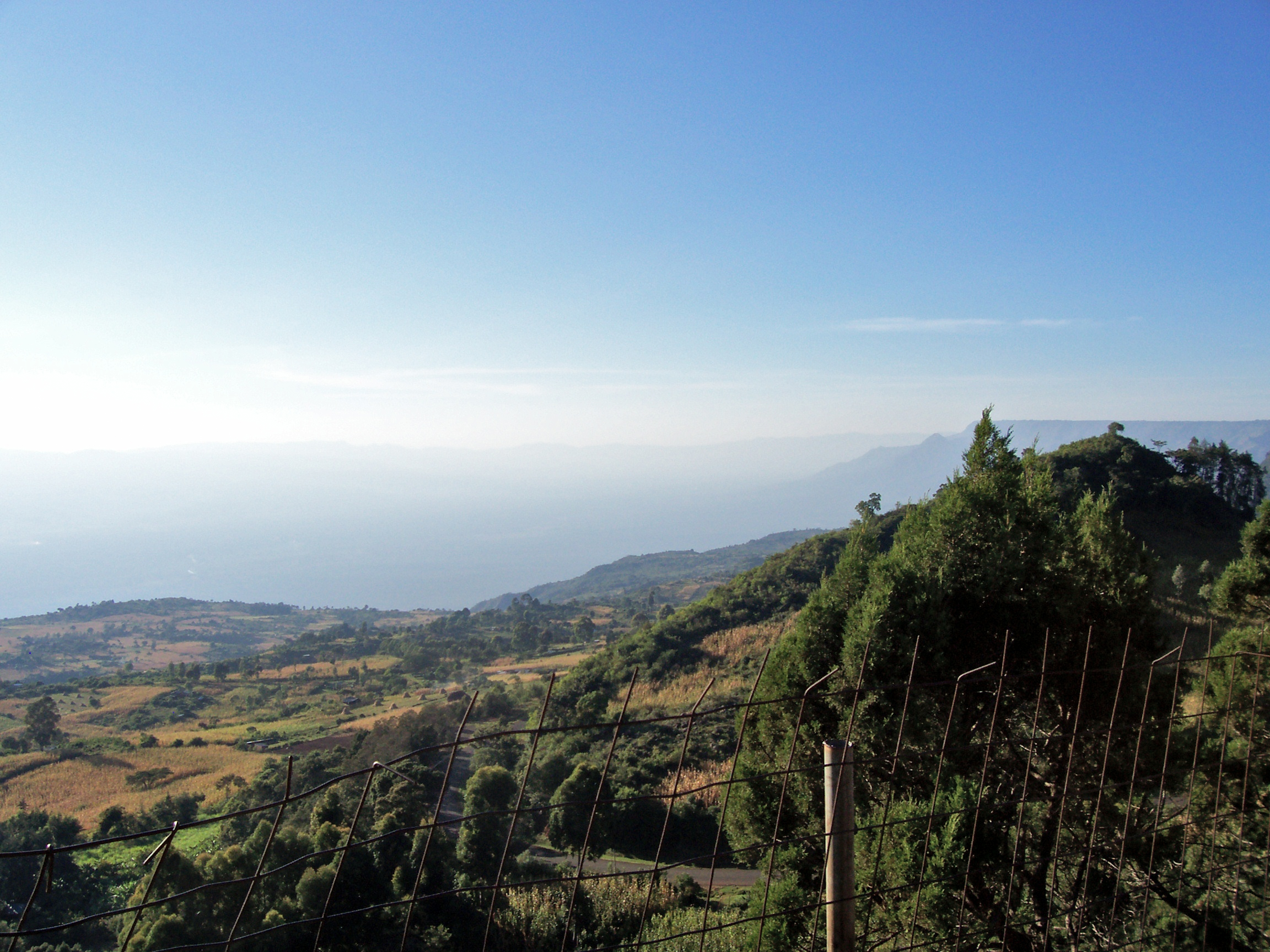
Велика рифтова долина в Кенії, де відбувалися зйомки.

Американський продюсер фільму Сем Феєр знайшов цю історію на першій сторінці «Лос-Анжелес таймс» та отримав права на екранізацію. Він, а потім і його партнер з виробництва Річард Гардінг, співпрацював з BBC Films і найняв Енн Пікок для написання сценарію. Фільм британського виробництва був знятий в рифтовій долині у Кенії, попри попередні повідомлення про наміри знімати в Південній Африці. Режисер Чедвік сказав: «Ми могли зняти це і в Південній Африці, але Кенія має цю неймовірну, незрозумілу енергію, притаманну дітям і людям, про яких ми робили фільм».

## Сприйняття

### Критика
Фільм отримав неоднозначні відгуки критиків. На Rotten Tomatoes рейтинг «свіжості» складає 61 % на основі 71 огляду критиків із середньою оцінкою 5,6 з 10. На Metacritic він отримав 56 зі 100, враховуючи 21 відгук.

### Номінації та нагороди
| Нагороди та номінації фільму «Першокласник» | Нагороди та номінації фільму «Першокласник» | Нагороди та номінації фільму «Першокласник» | Нагороди та номінації фільму «Першокласник»                | Нагороди та номінації фільму «Першокласник» | Нагороди та номінації фільму «Першокласник» |
| Рік                                         | Кінофестиваль/кінопремія                    | Категорія/нагорода                          | Номінант                                                   | Результат                                   |                                             |
| ------------------------------------------- | ------------------------------------------- | ------------------------------------------- | ---------------------------------------------------------- | ------------------------------------------- | ------------------------------------------- |
| 2010                                        | Міжнародний кінофестиваль у Торонто         | Вибір народу                                | «Першокласник»                                             | Номінація                                   |                                             |
| 2011                                        | Міжнародний кінофестиваль у Дурбані         | Нагорода глядачів: Найкращий фільм          | Джастін Чедвік, Сем Феєр, Річард Гардінг, Девід М. Томпсон | Перемога                                    |                                             |
| 2011                                        | «Готем»                                     | Нагорода глядачів                           | Джастін Чедвік, Сем Феєр, Річард Гардінг, Девід М. Томпсон | Номінація                                   |                                             |
| 2011                                        | «Супутник»                                  | Найкращий навчальний фільм                  | Сем Феєр, Річард Гардінг, Девід М. Томпсон                 | Перемога                                    |                                             |
| 2012                                        | «Чорна бобина»                              | Найкращий актор                             | Олівер Літондо                                             | Номінація                                   |                                             |
| 2012                                        | «Чорна бобина»                              | Найкраща акторка                            | Наомі Гарріс                                               | Номінація                                   |                                             |
| 2012                                        | «Чорна бобина»                              | Найкраща музика                             | Алекс Геффс                                                | Номінація                                   |                                             |
| 2012                                        | Нагорода Айвор Новело                       | Найкраща оригінальна музика до фільму       | Алекс Геффс                                                | Перемога                                    |                                             |
| 2012                                        | Міжнародний кінофестиваль у Занзібарі       | Найкращий фільм                             | Сем Феєр, Річард Гардінг, Девід М. Томпсон                 | Перемога                                    |                                             |
| 2012                                        | NAACP Image Award                           | Найкращий сценарій фільму                   | Енн Пікок                                                  | Перемога                                    |                                             |
| 2012                                        | NAACP Image Award                           | Найкращий фільм                             | «Першокласник»                                             | Номінація                                   |                                             |
| 2012                                        | NAACP Image Award                           | Найкращий актор                             | Олівер Літондо                                             | Номінація                                   |                                             |
| 2012                                        | NAACP Image Award                           | Найкращий незалежний фільм                  | «Першокласник»                                             | Номінація                                   |                                             |
| 2012                                        | NAACP Image Award                           | Найкращий альбом саундтреків                | Алекс Геффс, Sixth Sense Productions, Origin Pictures      | Номінація                                   |                                             |